# Région Évangéline
Pour les articles homonymes, voir Évangéline.
La région Évangéline est une région de l'Île-du-Prince-Édouard au Canada. Il s'agit de la principale région acadienne de l'île. Elle comprend entre autres les villages d'Abram-Village, de Baie-Egmont, de Cap-Egmont, de Mont-Carmel, de Saint-Raphaël, de Saint-Timothée et de Wellington.

## Géographie

### Situation et limites
La région Évangéline forme grossièrement un triangle sur la côte sud de l'île du Prince Édouard, au bord du détroit de Northumberland. La région Évangéline couvre une superficie d'environ 130 km2 .
La région comprend les villages de Abram-Village, Cap-Egmont, Egmont-Baie, Maximeville, Mont-Carmel, Saint-Chrysostome, Saint-Gilbert, Saint-Hubert, Saint-Philippe, Saint-Raphaël, Saint-Timothée, Urbainville et Wellington.
La région Évangéline est située au centre du comté de Prince. Elle comprend la totalité du Lot 15, ainsi que les portions ouest des Lots 14 et 16.

### Géomorphologie
La région Évangéline est bordée à l'est les villages anglophones de Muddy Creek et Saint-Nicolas puis par des marais s'étendant jusqu'à Miscouche. Le sud consiste en une plaine très peu accidentée. Au centre, un plateau culmine à 60 mètres d'altitude, sur lesquels sont bâtis Abram-Village et Urbainville. Un autre plateau s'élève à la limite nord.
La région est drainée par les vallée de rivières petites mais au larges embouchures, caractéristiques de l'île. La principale est la Grande Rivière, qui coule vers la baie de Malpèque, au nord-est, en passant par Wellington. Il y a aussi la rivière Haldimand et la rivière Jacques, se déversant dans le détroit.

### Flore
La plupart de la région est couverte de forêt. 

## Histoire
En 1713, les Britanniques annexèrent une partie de l'Acadie. À partir de 1720, de nombreux Acadiens s'établirent sur l'île Saint-Jean, l'ancien nom de l'île, qui était encore possession française et qui comptait de 200 à 300 Français. La population fut déportée en 1758. Sur les 5 000 habitants, 2 000 purent se cacher ou s'enfuir. En 1763, le gouvernement Britannique permit aux Acadiens de revenir s'établir sur l'île. En 1765, le territoire fut subdivisé en 67 lots, donné à des britanniques. Les Acadiens durent alors payer un loyer et un impôt à ces seigneurs qui souvent ne résidaient pas sur l'île. Le Colonel Harry Compton acquit le Lot 17 en 1804. Il avait à l'origine de bonnes relations avec ses locataires mais la situation devint tendue et un groupe de famille déménagea en 1812 au Lot 15. Ils fondèrent les villages de Baie-Egmont et de Mont-Carmel, qui furent longtemps appelées respectivement La Roche et Le Grand Ruisseau. Le propriétaire du Lot 15 avait laissé celui-ci à l'abandon et il fut confisqué par le gouvernement provincial, les Acadiens vécurent illégalement sur ces terres jusqu'en décembre 1813, ou quatre personnes achetèrent 500 acres à une enchère. En 1828, soixante autres personnes achetèrent des terres à prix modique. En 1852, le gouvernement permit aux Acadiens d'acheter le reste du Lot, à prix modique, pour s'excuser du fait que les terres acadiennes furent données à des Britanniques. D'autres familles étaient venues s'établir en 1830. Ils fondèrent des villages dans les Lots 14 et 16. Lors de la construction du chemin de fer entre 1873 et 1874, le village de Wellington, dans le Lot 16 se développa et plusieurs familles acadiennes s'y établirent.
En 1960, une école secondaire publique francophone accueillant les élèves de la 10e à la 8e année vint s'ajouter aux 12 écoles primaires. L'école fut nommée Evangéline, d'après l'héroïne du poème éponyme de l'américain Henry Longfellow, racontant l'histoire d'une rescapée de la déportation des Acadiens à Grand-Pré partant à la recherche de son fiancé Gabriel. Au fil des ans, le territoire desservi par l'école prit le nom de région Évangéline.

## Culture

### Personnalités
La chanteuse Angèle Arsenault, les groupes Vishtèn et Barachois ainsi que l'écrivain Melvin Gallant sont originaires de la région.

### Fêtes et traditions
La Mi-Carême fut célébrée chaque année jusqu'en 1960 et sporadiquement par la suite.

### Langue

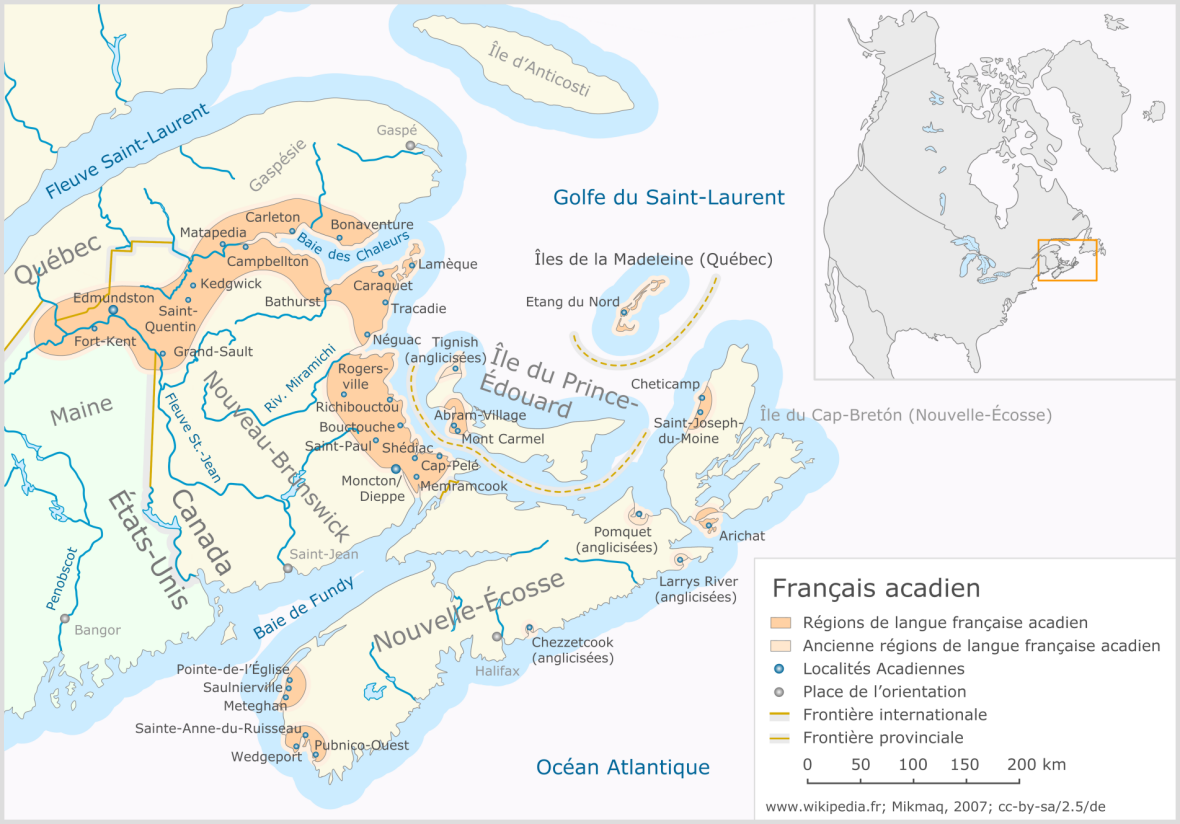
La région Évangéline et le français acadien.

La majorité des habitants de la région parlent le français acadien. Leur langage n'est pas très différent de celui des autres provinces maritimes, sauf pour la prononciation.